# Hymn Chorwacji
Lijepa naša domovino – hymn państwowy Chorwacji. Był to także hymn Socjalistycznej Republiki Chorwacji w ramach Jugosławii, a także hymn marionetkowej Chorwacji Ustaszy.
Słowa napisał Antun Mihanović, po raz pierwszy tekst był opublikowany w 1835 roku pod tytułem Chorwacka Ojczyzna. W 1846 roku Josip Runjanin, kadet wojskowy, podłożył do słów muzykę. Transkrypcji i harmonizacji jego melodii w 1861 roku prawdopodobnie dokonał V. Lichtenegger. Pod tytułem Nasza Piękna pieśń ta była wykonana jako hymn Chorwacji podczas wystawy Stowarzyszenia Ekonomicznego Chorwacji i Slawonii w Zagrzebiu w 1891 roku.
wersja oryginalna
Lijepa naša domovino,

Oj junačka zemljo mila,

Stare slave djedovino,

da bi vazda sretna bila!

Mila kano si nam slavna,

Mila si nam ti jedina.

Mila kuda si nam ravna,

Mila kuda si planina!

Teci Dravo, Savo teci,

Nit ti Dunav silu gubi,

Sinje more svijetu reci,

Da svoj narod Hrvat ljubi.

Dok mu njive sunce grije,

Dok mu hrašće bura vije,

Dok mu mrtve grobak krije,

Dok mu živo srce bije!
przekład na język polski
Pięknaś ty, nasza ojczyzno, 

oj, droga ziemio bohaterów,

spadkobierczyni dawnej chwały -

niech ci zawsze szczęście sprzyja!

Drogaś nam w sławie swojej,

Droga jesteś nam, jedyna!

Drogie są nam twe doliny,

Drogie również twoje wzgórza!

Płyńcie, Drawo i Ty, Sawo,

Ty, Dunaju, nie trać siły -

Błękit morza powie światu,

że swój naród Chorwat kocha.

Dopóki jego pola ogrzewa słońce,

Dopóki w dąbrowach szumi wiatr,

Dopóki martwych chowają,

Dopóki mu serce żywo bije!